# Јута
Јута (енгл. Utah), држава је на западу САД. У Унију је примљена 4. јануара 1896, као 45. држава. Око 80% становника, од укупно 2.763.885, живи у области Васач фронт у чијем је средишту главни град, Солт Лејк Сити. Већи делови остатка државе су готово ненасељени, што Јуту чини шестом најурбанизованијом државом у САД. Име „Јута“ је изведено из имена племена Уте, што на уте језику значи „планински народ“. Јута се граничи са Аризоном на југу, Колорадом на истоку, Вајомингом на североистоку, Ајдахом на северу и Невадом на западу. Такође дотиче ћошак Новог Мексика.
Солт Лејк Сити је био домаћин зимских олимпијских игара 2002. године. Око 60% становника Јуте су припадници мормонске цркве. Крајем 19. века Јута је својим рудним богатством привукла досељенике. У Јути се налази највећи отворени рудни коп на свету. Ту се налази рудник бакра.

## Демографија
| 1900.   | 1910.   | 1920.   | 1930.   | 1940.   | 1950.   | 1960.   | 1970.     | 1980.     | 1990.     | 2000.     | 2010.     |
| ------- | ------- | ------- | ------- | ------- | ------- | ------- | --------- | --------- | --------- | --------- | --------- |
| 276.749 | 373.351 | 449.396 | 507.847 | 550.310 | 688.862 | 890.627 | 1.059.273 | 1.461.037 | 1.722.850 | 2.233.169 | 2.763.885 |

## Административна подела
Канзас је подељена на 29 округа:
| - Округ Ајрон - Округ Бивер - Округ Бокс Елдер - Округ Вејн - Округ Вибер - Округ Восач | - Округ Вошингтон - Округ Гарфилд - Округ Гранд - Округ Дагет - Округ Дејвис - Округ Дукејн | - Округ Емери - Округ Јуинта - Округ Јута - Округ Карбон - Округ Каш - Округ Кејн | - Округ Милард - Округ Морган - Округ Пајут - Округ Рич - Округ Самит - Округ Сан Хуан | - Округ Санпит - Округ Севир - Округ Солт Лејк - Округ Туеле - Округ Џуаб |

## Историја

### Шпанска истраживања
Шпанци су истраживали јужну регију Јуте 1540, а предводник је био Франсиско Васкез де Коронадо, док је тражио 7 легендарних градова од злата. Група коју су предводила два католичка свештеника-понекад називана Домингез-Ескаланте експедиција напушта Санта Фе 1776. године, надајући се да ће пронаћи пут до обала Калифорније. Експедиција је ишла све до језера на северу Јуте. Тамо су Шпанци вршили разна истраживања, али нису хтели да колонизују ову територију због пустињске природе. Мексико је добио независност од стране Шпаније 1821, и Јута је постала део Мексика. Град Прово је добио име по једном од тих људи, Етјену Провосту, који је посетио ту област 1825. године. Град Огден је добио име по Питеру Огдену, канадском истраживачу који је трговао са крзнима у Вебер Велију. Касније 1824. године Џим Бриџер долази као први белац до Великог сланог језера.

### Колонизација
Мормони, главно белачко становништво доћи ће у сукоб са федералним властима због практиковања полигамије што ће завршити тек 1890, шест година прије него што је Јута постала држава, када је главна мормонска црква укинула ову праксу.